# آنتونی ان. میشل
آنتونی ان. میشل (انگلیسی: Anthony N. Michel; ۱۷ نوامبر ۱۹۳۵ – ۱ فوریهٔ ۲۰۲۰) مهندس اهل ایالات متحده آمریکا بود.
وی همچنین برندهٔ جوایزی همچون برنامه فولبرایت و عضو پیوسته انجمن مهندسان برق و الکترونیک شده‌است.